# لینتوت ۴۹۳۷
سیارک ۴۹۳۷ (به انگلیسی: 4937 Lintott، نامگذاری:1986CL1) چهار هزار و نهصد و سی و هفتمین سیارک کشف شده‌است که در ۱ فوریه ۱۹۸۶ کشف شد.
قدر مطلق سیارک برابر ۵۸.۸ است.